# Solpuga massaica
Espèce
Solpuga massaica est une espèce de solifuges de la famille des Solpugidae.

## Distribution
Cette espèce est endémique de Tanzanie. Elle se rencontre dans la steppe masaï.

## Description
Solpuga massaica mesure 16 mm.

## Publication originale
- Roewer, 1941 : Solifugen 1934-1940. Veröffentlichungen aus dem Deutschen Kolonial und Uebersee-Museum in Bremen, vol. 3, no 2, p. 97-192 (texte intégral).